# Jhon Solís (football)
Pour les articles homonymes, voir Jhon Solís et Solís.
Jhon Solís, né le 3 octobre 2004 à Guacarí en Colombie, est un footballeur colombien qui évolue au poste de milieu central au Girona FC.

## Biographie

### En club
Né à Guacarí en Colombie, Jhon Solís commence le football avec le club local du Racing de Guacarí avant d'être formé par l'Atlético Nacional. Il joue son premier match en professionnel avec ce club le 22 février 2022, lors d'une rencontre de championnat face à l'Atlético Bucaramanga. Il est titularisé au milieu de terrain et son équipe est battue par trois buts à un.
Solís joue plus régulièrement avec l'équipe première au cours de l'année 2023, ce qui attire l'intérêt de plusieurs clubs européens, comme le FC Porto.
Le 1er septembre 2023, Jhon Solís rejoint l'Espagne afin de s'engager en faveur du Girona FC. Il signe un contrat courant jusqu'en juin 2028,.
Il joue son premier match sous ses nouvelles couleurs le 27 septembre 2023, à l'occasion d'un match de championnat contre le Villarreal CF. Il entre en jeu à la place de Viktor Tsygankov et son équipe s'impose par deux buts à un.
Le 18 septembre 2024, il joue son premier match en Ligue des Champions face au Paris Saint-Germain, entrant en cours de jeu mais son équipe est battue par un but à zéro.

### En sélection
Jhon Solís représente l'équipe de Colombie des moins de 16 ans, jouant neuf matchs entre 2019 et 2020.

## Palmarès
| Atlético Nacional (3) |
| --- |
| - Championnat de Colombie (1) : - Champion : 2022 - Coupe de Colombie (1) : - Vainqueur : 2023 - Superliga Colombiana (1) : - Vainqueur : 2023 |